# Domhnall mac Taidhg Léith
Domhnall mac Taidhg Léith  (mort en 1508) membre de la dynastie Mac Carthy, 24e prince de Desmond en opposition de 1503 à 1508.

## Contexte
Domhnall mac Taidhg Léith est le fils aîné de Tadhg Liath mac Domhnaill. 
Il succède à son père en 1503 mais meurt dès 1508 laissant selon les Annales des quatre maîtres le souvenir d'un « homme gentil et affable, versé dans la connaissance des sciences » . Sa succession est à l'origine d'une guerre interne qui oppose son frère Cormac Ladhrach mac Taidhg Léith et son fils Tadhg na Leamhna mac Domhnaill qui se disputent jusqu'en 1514 le titre de « Prince de Desmond ».

## Source
- (en) T.W Moody, F.X. Martin et F.J. Byrne, A New History of Ireland IX Maps, Genealogies, Lists. A companion to Irish History part II, Oxford, Oxford University Press, 2011, 690 p. (ISBN 978-0-19-959306-4).
- (en) W.F. Butler,  The Pedigree and Succession of the House of Mac Carthy Mór, with a Map. The Journal of the Royal Society of Antiquaries of Ireland, vol. 11, no. 1, 1921, pp. 32–48. JSTOR, www.jstor.org/stable/25514588. Consulté le  29 avril 2020.